# التهاب المهبل بالهوائيات

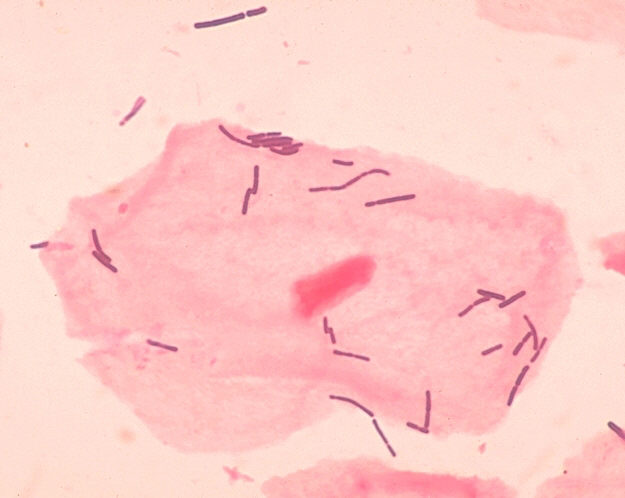
البكتيريا العصية اللبنية

التهاب المهبل بالهوائيات (بالإنجليزية: Aerobic vaginitis)‏ هو نوع من التهاب المهبل تم وصفه عام 2002، يتميز باضطراب في البكتيريا العصية اللبنية الطبيعية الموجوة في المهبل مع التهاب وضمور وتواجد بكتيريا هوائية.

## الانتشار

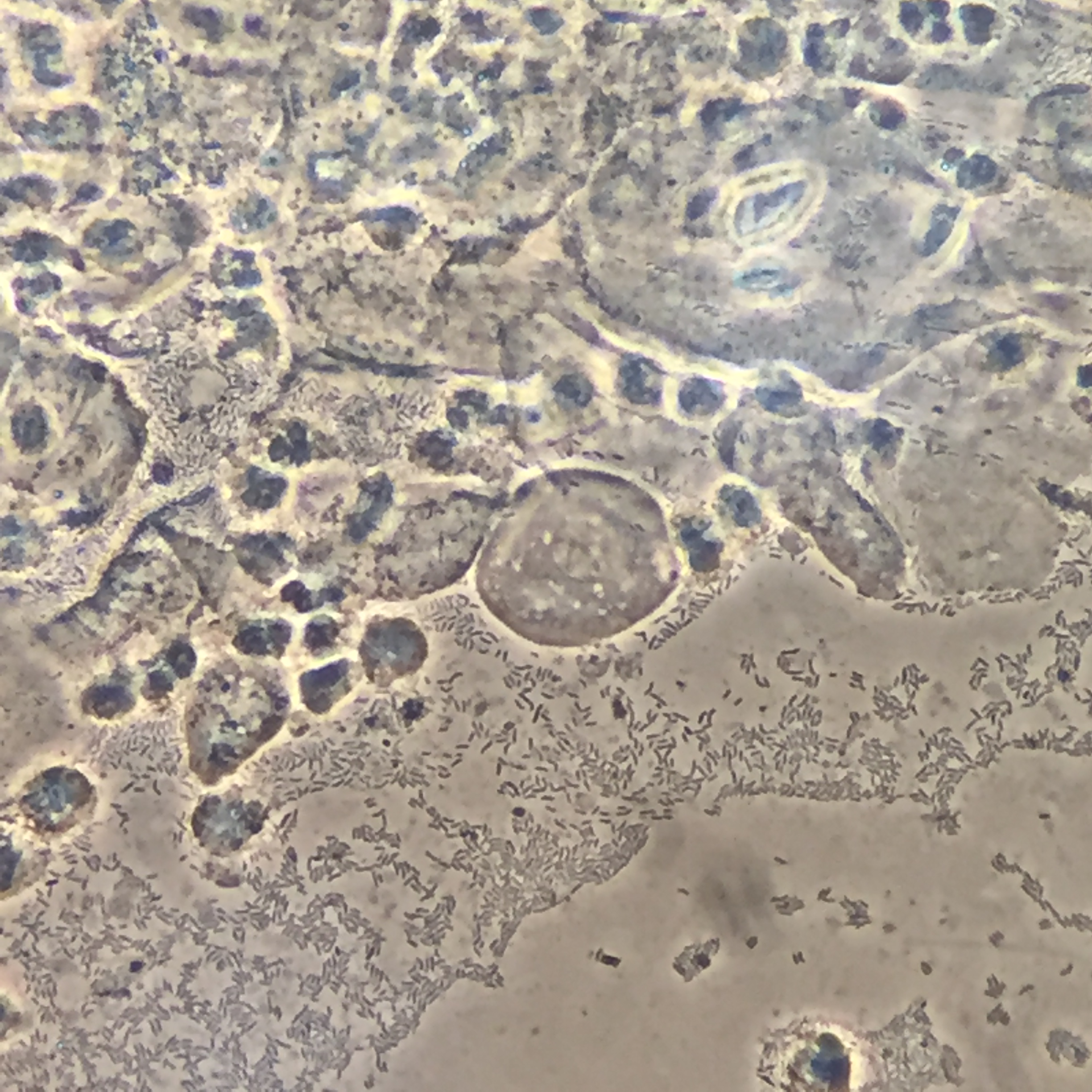
التهاب المهبل بالهوائيات في امرأة مصابة في الأسبوع الرابع عشر من الحمل، في غياب واضح للبكتريا العصية اللبنية ووجود أنواع أخرى من البكتيريا

خمسة إلى عشرة بالمائة من النساء مصابات بالتهاب المهبل بالهوائيات، وفي الحوامل يصل إلى 8.3–10.8%.

## الأعراض والعلامات
في المصابات بالتهاب المهبل بالهوائيات يكون الغشاء المخاطي للمهبل أحمر رقيق مع تآكل وتقرحات وإفرازات صفراء اللون، لكنها تفتقر إلى رائحة السمك النفاذة التي تميز التهاب المهبل البكتيري. وتكون قيمة الأس الهيدروجيني مرتفعة.
تعاني المصابة من حرقة وحكة وعسر الجماع. وقد تستمر الأعراض لسنوات؛ فبعض المصابات تلقين علاجًا يتألف من مضادات حيوية ومضادات فطرية ولم تتعافين.
قد لا يسبب المرض أعراضًا ويتم تشخيصه فقط عن طريق الفحص المجهري، ومعدلات انتشار المرض بلا أعراض غير معروفة.

## التشخيص
يعتمد التشخيص على الفحص الميكروسكوبي، وينقسم إلى 4 مراتب كالتالي:
- المرتبة 1: يحتوي نسيج المهبل على بكتيريا عصية لبنية متعددة الأشكال فقط.
- المرتبة 2أ: عدة أنواع من الفلورا الطبيعية، لكن معظمها عصية لبنية.
- المرتبة 2ب: عدة أنواع، لكن نسب البكتيريا العصية اللبنية في تناقص شديد بسبب زيادة نسب الأنواع الأخرى من البكتيريا.
- المرتبة 3: نسب البكتيريا العصية اللبنية منخفضة جدا وقد تنعدم بسبب زيادة نسب الأنواع الأخرى من البكتيريا.

## المضاعفات
يؤدي التهاب المهبل بالهوائيات إلى مضاعفات عديدة، منها:
- التهاب المشيماء والسلى.[6]
- ولادة مبكرة.
- لطاخة بابا نيكولاو غير طبيعية.[7][8]
- تمزق الأغشية المبتسر.
- تصبح المصابة أكثر عرضة للأمراض المنقولة جنسيًّا.[9]

## العلاج
العلاج ليس سهلًا ويهدف إلى علاج ثلاثة تغيرات، وهي: الالتهاب، الضمور والفلورا غير الطبيعية. يتألف العلاج من كورتيزون موضعي لعلاج الالتهاب، وإستروجين موضعي لعلاج الضمور. أما استخدام المضادات الحيوية الموضعية للقضاء على الهوائيات فلا يزال قيد البحث، ولا بد أن يغطي البكتيريا موجبة غرام والبكتيريا سالبة غرام كالمضاد الحيوي كاناميسين.